# John Pasquin
John Pasquin (* 30. November 1944) ist ein US-amerikanischer Fernseh- und Filmregisseur.

## Leben
John Pasquin studierte am Beloit College und an der Carnegie Mellon University. Anfang der 1980er Jahre begann er als Theaterregisseur beim Broadway. Nach einigen Erfolgen begann er ab 1982 bei vereinzelten Episoden in Sitcoms wie Imbiß mit Biß und Familienbande die Regie zu übernehmen. Von 1991 bis 1999 inszenierte er 39 Folgen der Sitcom Hör mal, wer da hämmert. Dabei lernte er den Hauptdarsteller Tim Allen kennen. Für den Komiker inszenierte er später die Filme Santa Clause – Eine schöne Bescherung, Aus dem Dschungel, in den Dschungel und Joe Jedermann, jeweils mit Allen in der Hauptrolle. Außerdem inszenierte und produzierte Pasquin in Allens neuer seit 2011 laufender Sitcom Last Man Standing mehrere Folgen.
Seit 1982 ist Pasquin mit der Schauspielerin JoBeth Williams verheiratet, mit der er zwei gemeinsame Söhne hat.

## Filmografie (Auswahl)
Filme
- 1991: Das Gesetz der Angst (Nightmare)
- 1994: Santa Clause – Eine schöne Bescherung (The Santa Clause)
- 1997: Aus dem Dschungel, in den Dschungel (Jungle 2 Jungle)
- 2001: Joe Jedermann (Joe Somebody)
- 2005: Miss Undercover 2 – Fabelhaft und bewaffnet (Miss Congeniality 2: Armed and Fabulous)

Fernsehserien
- 1982–1984: Imbiß mit Biß (Alice, zwölf Folgen)
- 1983–1987: Familienbande (Family Ties, 13 Folgen)
- 1987–1989: L.A. Law – Staranwälte, Tricks, Prozesse (L.A. Law, vier Folgen)
- 1989–1990: Roseanne (25 Folgen)
- 1991–1999: Hör mal, wer da hämmert (Home Improvement, 39 Folgen)
- 2003–2004: George Lopez (16 Folgen)
- 2005–2006: Freddie (sieben Folgen)
- 2010: Rules of Engagement (sechs Folgen)
- 2011–2021: Last Man Standing